# Fossombronia cerebriformis
Fossombronia cerebriformis là một loài Rêu trong họ Fossombroniaceae. Loài này được G.A.M. Scott & D. C. Pike mô tả khoa học đầu tiên năm 1984.